# Sint-Michiels

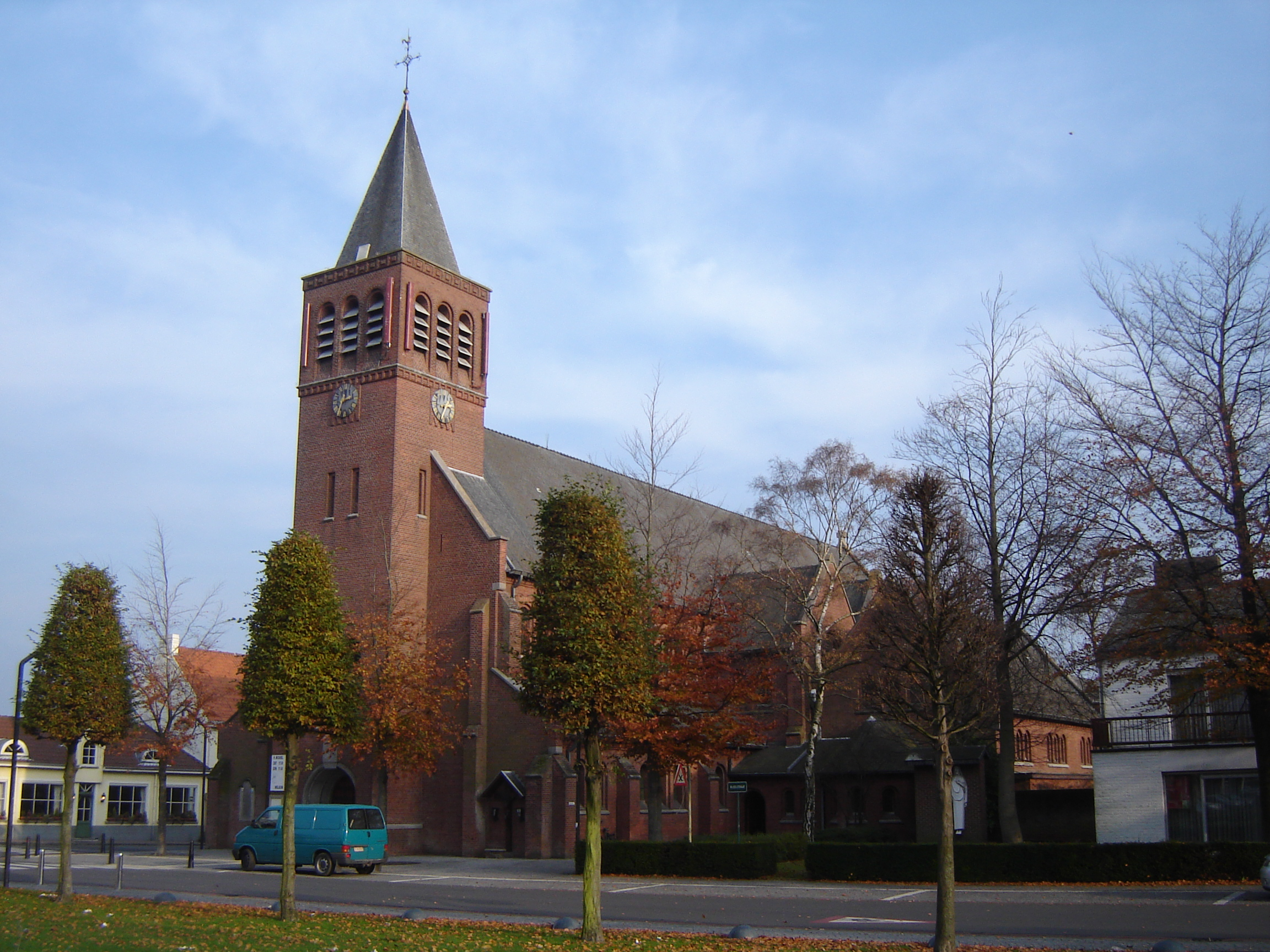
Sint-Michielskerk (St. Michaelskirche)

Das belgische Sint-Michiels ist ein Stadtteil von Brügge südlich des Stadtzentrums, von der Innenstadt durch die Eisenbahn getrennt. In Sint-Michiels liegt der Boudewijn Seapark und das Delfinarium. Bedeutender Arbeitgeber ist Bombardier Transportation mit der Herstellung von Eisen- und Straßenbahnwagen. Der Stadtteil liegt auf 20 m O.P.